# Hoburgs församling
Hoburgs församling är en församling i Sudrets pastorat i Sudertredingens kontrakt i Visby stift i Svenska kyrkan. Församlingen ligger i Gotlands kommun i Gotlands län.

## Administrativ historik
Församlingen bildades 2006 genom sammanslagning av Öja, Hamra, Vamlingbo, Sundre och Fide församlingar och bildade då också ett eget pastorat. Från 2018 ingår församlingen i Sudrets pastorat.

## Kyrkor
- Fide kyrka
- Hamra kyrka
- Sundre kyrka
- Vamlingbo kyrka
- Öja kyrka

## Bilder

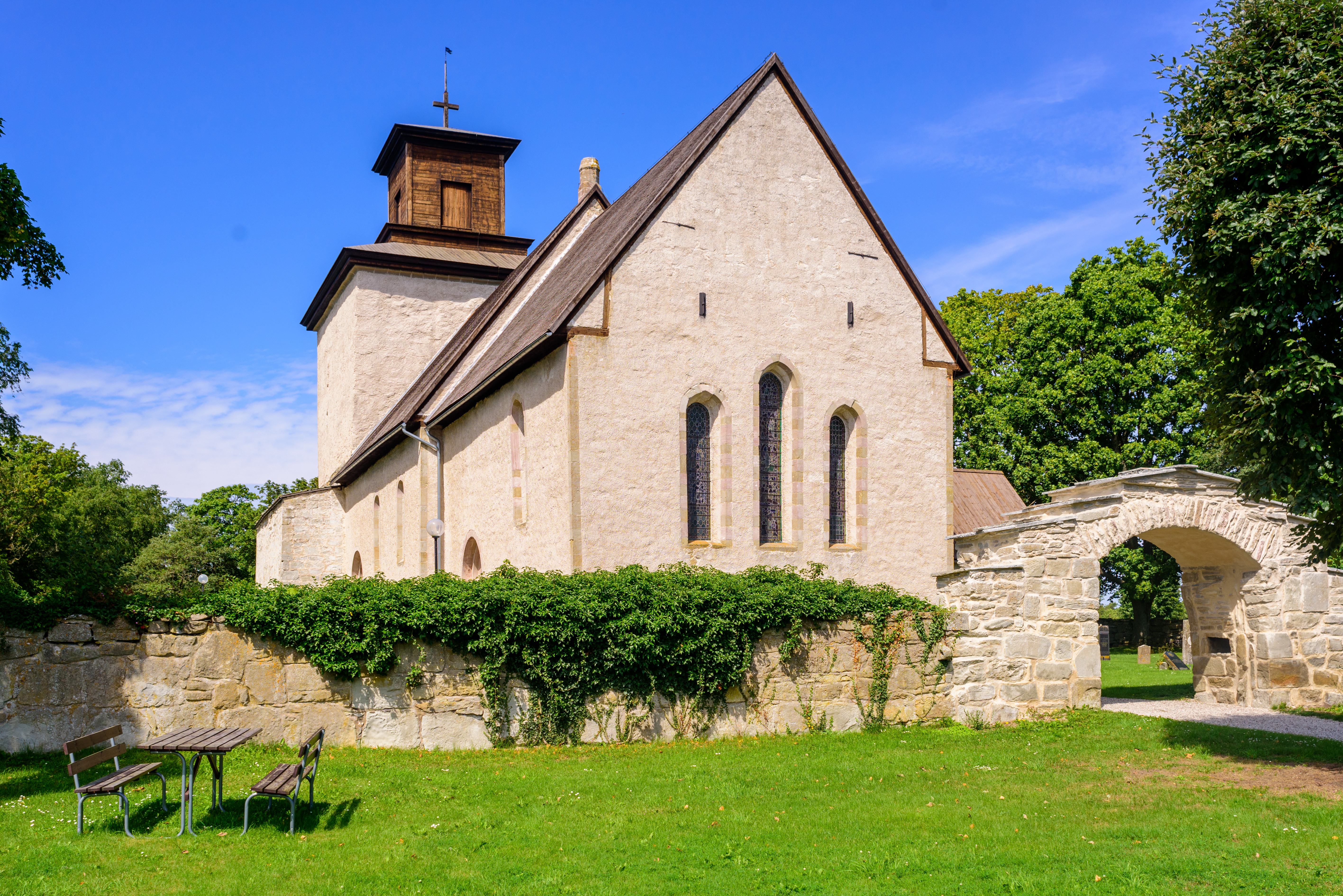
Vamlingbo kyrka.
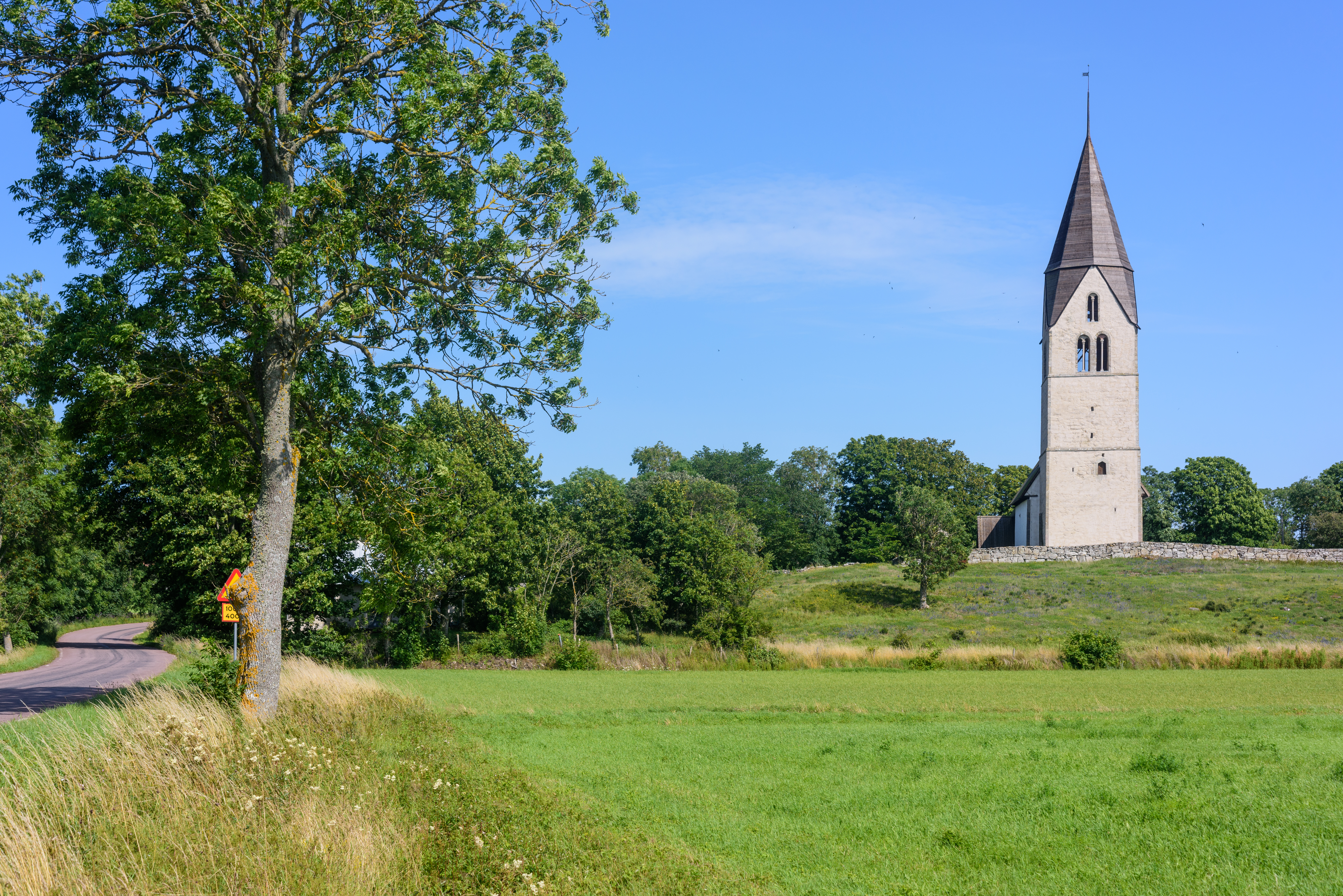
Sundre kyrka